# Lijst van vlaggen van Oostenrijk-Hongarije
Dit is een lijst van vlaggen van Oostenrijk-Hongarije.

## Nationale vlag (perFIAV-codering)

### Oostenrijk
|          | Civiele vlag | Staatsvlag | Oorlogsvlag |
| -------- | ------------ | ---------- | ----------- |
| Te land  | · ?          | · ?        | · ?         |
| Te water | · ?          | · ?        | · ?         |

### Hongarije
|          | Civiele vlag | Staatsvlag | Oorlogsvlag |
| -------- | ------------ | ---------- | ----------- |
| Te land  | · ?          | · ?        | · ?         |
| Te water | · ?          | · ?        | · ?         |

### Gezamenlijk
|          | Civiele vlag | Staatsvlag | Oorlogsvlag |
| -------- | ------------ | ---------- | ----------- |
| Te land  | · ?          | · ?        | · ?         |
| Te water | · ?          | · ?        | · ?         |

## Vlaggen van bestuurders
| Vlag | Periode   | Functie                                                   | Beschrijving |
| ---- | --------- | --------------------------------------------------------- | ------------ |
|      | tot 1915  | Keizerlijke vlag van Oostenrijk-Hongarije.                |              |
|      | 1915–1918 | Keizerlijke standaard van de keizer van Oostenrijk.       |              |
|      | 1915–1918 | Keizerlijke standaard van een aartshertog van Oostenrijk. |              |

## Militaire vlaggen
De oorlogsvlag is reeds in de eerste tabel te vinden.
| Vlag | Periode   | Functie                                       | Beschrijving |
| ---- | --------- | --------------------------------------------- | ------------ |
|      |           | Commandovlag voor een Habsburg "Großadmiral". |              |
|      | 1828-1853 | Commandovlag voor een Habsburg "Admiral".     |              |
|      | 1853-1915 | Commandovlag voor een Habsburg "Admiral".     |              |

## Overige vlaggen
| Vlag | Periode   | Functie                                                                                 | Beschrijving |
| ---- | --------- | --------------------------------------------------------------------------------------- | ------------ |
|      | 1896-1915 | Onofficiële Hongaarse burgerlijke vlag gebruikt op de binnenwateren van Transleithanië. |              |